# Le Continent des hommes-poissons
Pour plus de détails, voir Fiche technique et Distribution.
Le Continent des hommes-poissons (L'isola degli uomini pesce) est un film italien réalisé par Sergio Martino, sorti en 1979.

## Synopsis
Après le naufrage d'un navire qui se dirigeait vers le bagne de Cayenne avec une cargaison de déportés, le lieutenant Claude De Ros a la chance avec quelques-uns d'entre eux de gagner une île mystérieuse. Alors qu'ils recherchent de quoi manger, Claude (Claudio Cassinelli) et deux de ses compagnons tombent entre les mains d'Edmond Rackham (Richard Johnson). Ce dernier vit dans une villa de style colonial, servi et protégé par des indigènes et la Haïtienne Shakiva, sorcière vaudou, chargée de surveiller la séduisante Amanda (Barbara Bach). Après l'élimination des deux autres, Claude découvre qu'il doit son salut au fait qu'il est médecin et qu'on lui confie la tâche de maintenir en vie le professeur Marvin (Joseph Cotten), le père d'Amanda, qui est malade ; c'est un spécialiste de la biologie qui est obligé de travailler pour le compte de celui qui, dans le film, joue le rôle du méchant. Attaché à Amanda, Claude est conduit dans les laboratoires où Marvin a réussi à créer des hommes-poissons, une sorte de croisement génétique de science-fiction entre les hommes et les poissons ; on veut se servir d'eux pour récupérer le trésor du temple du Dieu Soleil de l'Atlantide, ensevelie dans les profondeurs souterraines de l'île. Là, à travers une cloche sous-marine, il peut observer les hommes-poissons en plein travail, alors qu'ils rapportent à la surface divers objets en or. Mais, comme l'avait prédit Shakiva qui était médium, une éruption volcanique bouleverse les plans de Rackham en détruisant tout. Miraculeusement, Claude réussit à survivre et à emmener avec lui Amanda, grâce à l'aide des hommes-poissons.

## Fiche technique
Sauf indication contraire, les informations mentionnées dans cette section peuvent être confirmées par la base de données cinématographiques IMDb,  présente dans la section « Liens externes ».
- Titre français : Le Continent des hommes-poissons
- Titre original : L'isola degli uomini pesce
- Réalisation : Sergio Martino
- Scénario : Sergio Donati, Cesare Frugoni, Luciano Martino et Sergio Martino
- Production : Luciano Martino
- Sociétés de production : Dania Film et Medusa Produzione
- Musique : Luciano Michelini
- Photographie : Giancarlo Ferrando
- Montage : Eugenio Alabiso
- Décors : Massimo Antonello Geleng
- Costumes : Maria Rosaria Crimi
- Pays de production :  Italie
- Langue de tournage : italien
- Format : Couleurs - 2,35:1 - Son mono - 35 mm
- Genre : Aventure, science-fiction
- Durée : 95 minutes
- Dates de sortie : 
  - Italie : 18 janvier 1979
  - France : 28 février 1979

## Distribution
- Barbara Bach (VF : Annie Alberti) : Amanda Marvin
- Claudio Cassinelli (VF : Jean Louis) : le lieutenant Claude de Ross
- Richard Johnson (VF: Bernard Chaperon) : Edmond Rackham
- Beryl Cunningham (VF : Geneviève Hersent) : Shakira
- Joseph Cotten : le professeur Ernest Marvin
- Franco Iavarone : José
- Roberto Posse (VF : Jacques Stany) : Peter
- Giuseppe Castellano : Skip
- Franco Mazzieri : François

## Autour du film
- Le tournage s'est déroulé à Alghero, dans la grotte de Neptune au cap Caccia et à Rome (intérieurs), ainsi qu'en Caraïbe.
- Le Continent des hommes-poissons fut suivi en 1995 par le téléfilm La Reine des hommes-poissons, également réalisé par Sergio Martino.
- Un remontage américain, produit par Roger Corman mettant en scène des acteurs américains, est sorti aux États-Unis en juin 1981 sous le titre Screamers[1]. Le métrage eu également droit à une nouvelle partition composée par Sandy Berman.
- La même année, Richard Johnson, Claudio Cassinelli et Barbara Bach retrouvaient les caméras de Sergio Martino sur Le Grand Alligator.